# Voskresenije
Voskresenije (russisk: Воскресение) er en sovjetisk spillefilm fra 1960 af Mikhail Sjvejtser.

## Medvirkende
- Tamara Sjomina som Katyusja Maslova
- Jevgenij Matvejev som Nekhludov
- Pavel Massalskij
- Viktor Kulakov
- Vasilij Bokarev